# Chromatomyia opacella
Chromatomyia opacella är en tvåvingeart som beskrevs av Friedrich Georg Hendel 1935. Chromatomyia opacella ingår i släktet Chromatomyia och familjen minerarflugor. Arten är reproducerande i Sverige. Inga underarter finns listade i Catalogue of Life.